# Гор (Оклахома)
Гор (енгл. Gore) град је у америчкој савезној држави Оклахома.

## Демографија
По попису из 2010. године број становника је 977, што је 127 (14,9%) становника више него 2000. године.
| Група             | 2000.       | 2010.       |
| Белци             | 577 (67,9%) | 647 (66,2%) |
| Афроамериканци    | 1 (0,1%)    | 0 (0,0%)    |
| Азијати           | 0 (0,0%)    | 7 (0,7%)    |
| Хиспаноамериканци | 7 (0,8%)    | 15 (1,5%)   |
| Укупно            | 850         | 977         |